# آرتور ژورژه
آرتور ژورژه (به پرتغالی: Artur Jorge Braga Melo Teixeira) (۱۳ فوریه ۱۹۴۶ – ۲۲ فوریه ۲۰۲۴) بازیکن و مربی فوتبال اهل پرتغال بود.

## موفقیت‌ها
جرج سابقه بازی در تیم بنفیکا و همچنین تیم ملی فوتبال پرتغال را دارد. وی که از دهه ۱۹۸۰مربیگری را شروع کرده‌است، به همراه تیم پورتو به موفقیت‌های بسیاری دست یافته و هدایت تیم‌هایی متعددی از جمله پاری سن ژرمن و زسکا مسکو را بر عهده داشته‌است. وی که هوادارانش او را به نام «شاه آرتور» می‌شناسند، تجربه مربیگری در تیم‌های ملی پرتغال، کامرون و سوییس را هم در کارنامه دارد.

## بازیگری
او بازی فوتبال خود را از تیم پورتو شروع کرد. او در تیم‌های مختلف کشور پرتغال بازی کرد. اما هنگامی که پایش هنگام تمرین در تیم ملی پرتغال شکست فوتبال را کنار گذاشت.

## مربیگری
او پیش از مذاکره برای کسب صندلی سرمربی‌گر تیم ملی فوتبال ایران، سرمربیگری تیم‌های ملی فوتبال سوئیس و پرتغال را هم بر عهده داشته‌است.
در زمینه تیم‌های باشگاهی هم او مربیگری تیم‌های باشگاهی ویتوریو گیمارش، بلننزه، پورتیمنونسه، آکادمیکا کوئیمبرا، پورتو و بنفیکا از پرتغال، ماترا ریسینگ و پاری‌سن ژرمن از فرانسه، ویتس‌آرنهم هلند، النصر و الهلال عربستان و زسکا مسکو روسیه را برعهده داشته‌است
ا